# Conopobathra gravissima
Conopobathra gravissima là một loài bướm đêm thuộc họ Gracillariidae. Nó được tìm thấy ở Ấn Độ, Indonesia (Java), Malaysia (Selangor), the Bismarck Archipelago, Thái Lan, Nam Phi, Kenya, Namibia và Zimbabwe.
Ấu trùng ăn Bauhinia species, bao gồm Bauhinia variegata. Chúng có thể ăn lá nơi chúng làm tổ.